# Podaljšana hrbtenjača
Podaljšana hrbtenjača (latinsko Medulla oblongata) je spodnji del možganskega debla, v katerem so centri za avtonomne funkcije, kot so dihanje in kontrakcija žil. Pomemben del podaljšane hrbtenjače je srčni center, ki nadzoruje bitje srca. Deluje tudi kot posrednik na poti med hrbtenjačo in možgani.